# Kikuchiana infuscata
Kikuchiana infuscata är en fjärilsart som beskrevs av Matsumura 1927. Kikuchiana infuscata ingår i släktet Kikuchiana och familjen tandspinnare. Inga underarter finns listade i Catalogue of Life.